# عادل امام
عادِل محمد اِمام (به عربی: عادل محمد إمام) (زادهٔ ۱۷ مه ۱۹۴۰) یک هنرپیشه و کمدین سرشناس مصری است. او را معروف‌ترین هنرپیشه در جهان عرب دانسته‌اند.

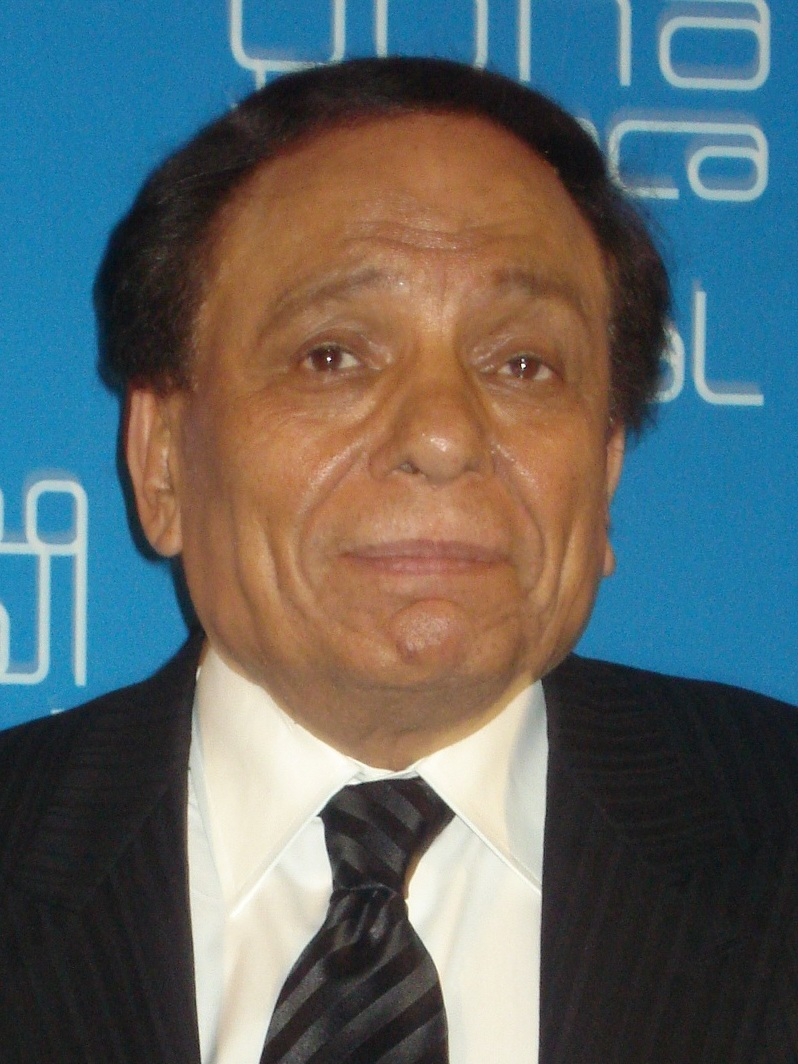

او در فیلم‌های خود بیشتر نقش‌های کمدی دارد ولی نقش‌های جدی و رمانتیک نیز بازی کرده‌است. او در آثار جدی تری بازی کرد که کمدی را با عاشقانه ترکیب می کردند، مانند مدیر کل ماراتی من (1966)، کرامت همسرم (1967) و همسر عفریته من (1968). عادل امام فعالیت هنری خود را از اوایل دهه شصت آغاز کرد و تا به امروز 126 فیلم، 16 سریال، 11 نمایشنامه و یک سریال رادیویی با خواننده عبدالحلیم حافظ با عنوان لطفا سریع مرا درک نکنید (1973) ارائه کرده است. او از بازیگران  فیلم ساختمان یعقوبیان بود که پرخرج‌ترین فیلم تاریخ سینمای مصر است.
عادل امام از دانشگاه قاهره لیسانس کشاورزی گرفت و از آنجا به کار سینمایی پرداخت. امام با ورود خود به دنیای سینما در بسیاری از فیلم‌هایی که بیشترین درآمد را در تاریخ سینمای مصر به دست آوردند، ایفای نقش کرد، فیلم‌هایی که در دهه هشتاد و نود پرفروش‌ترین فیلم‌های سینمای آن زمان بودند. کمک های او به صنعت فیلم و تئاتر از طریق پرداختن به مسائل اجتماعی و سیاسی در جهان عرب بود. که او را در سراسر جهان به شهرت رساند و او را به یکی از تأثیرگذارترین چهره های  عرب در دهه های 1980 و 1990 تبدیل کرد. برخی از آثار سینمایی و تلویزیونی او به دلیل بحث در مورد مسائل مهم اجتماعی، سیاسی و مذهبی جسورانه  و باعث جنجال شده است.
در ژانویه ۲۰۰۰، سازمان ملل او را به عنوان سفیر حسن نیت کمیساریای عالی پناهندگان سازمان ملل برگزید.
اتحادیه کارفرمایان و پیشه‌وران یهودی فرانسه، در ژانویه ۲۰۰۹ ادعا کرد که سازمان القاعده، فتوای قتل عادل امام را به خاطر عدم موافقت وی با گروه حماس صادر کرده‌است.